# Rhodera hypogea
Rhodera hypogea är en spindelart som beskrevs av Christa L. Deeleman-Reinhold 1989. Rhodera hypogea ingår i släktet Rhodera och familjen ringögonspindlar. Inga underarter finns listade i Catalogue of Life.